# Umm Farwah bint al-Qasim
 (septembre 2018).
Si vous disposez d'ouvrages ou d'articles de référence ou si vous connaissez des sites web de qualité traitant du thème abordé ici, merci de compléter l'article en donnant les références utiles à sa vérifiabilité et en les liant à la section « Notes et références ».
Umm Farwah bint al-Qasim (أم فروة بنت القاسم en arabe) était l'épouse de Muhammad al-Bâqir et la mère de Ja'far al-Sâdiq (sixième imam).

## Biographie
Son père était Al-Qasim ibn Muhammad ibn Abi Bakr et son grand père était Muhammad ibn Abi Bakr. Son arrière-grand père n'était nul autre qu'Abou Bakr as-Siddiq, le grand compagnon du  Prophète.  Elle eut un deuxième fils avec Muhammad al-Baqir nommé Abdullah bin Muhammad al-Baqir. Elle avait de nombreuses connaissances en histoire islamique et était une Imamiyyat (femmes du Ahl al-bayt et compagnons des imams) narrateur du hadith raconté sur l'autorité de l'imam Zayn al-Abidin.